# YELLOW (宮崎信二・かわぐちかいじの漫画)
『YELLOW』（イエロー）は、1995年から1997年にかけて『ビッグコミック』（小学館）に連載された宮崎信二原作、かわぐちかいじ作画の漫画作品。単行本は全4巻（ビッグコミックス）。

## ストーリー
太平洋戦争の形勢が悪化しつつある昭和20年2月、佐倉遥華は父である上海領事をたより上海に渡る。そこで遥華は、大戦末期の上海の裏世界を目の当たりにする。

## 登場人物
佐倉遥華
主人公。上海領事を父に持つ。
塚瀬肇
東亜省勤務。遥華と同じ船に乗り合わせ、運命をともにする。
縄井綾人
劉苓
抗日組織の女。
佐倉響一郎
上海領事。遥華の父。日本軍部と対立する。
松江
伍藤
周